# Eeva Ruoppa
Eeva Ruoppa, född Saarinen 2 maj 1932 i Miehikkälä, död 27 april 2013 där, var en finländsk längdskidåkare som tävlade under 1950- och 1960-talet. Hon vann OS-brons 1960 på 3 x 5 km.